# Subaru Levorg
Subaru Levorg - середньорозмірний універсал підвищеної прохідності японської фірми Subaru, випускається з 2014 року по теперішній час.

## Перше покоління (2014-2020)

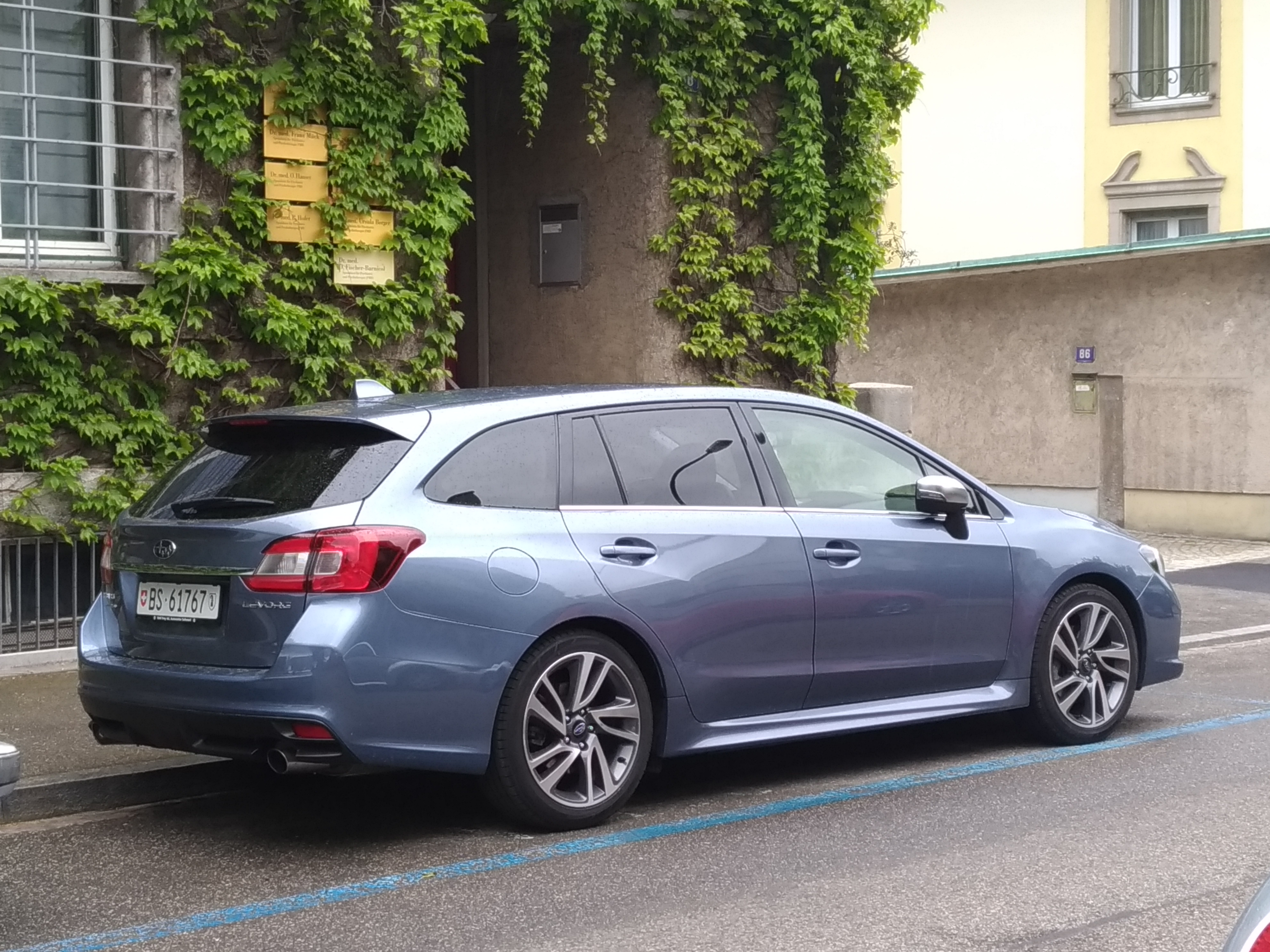
Subaru Levorg (2014-2019)

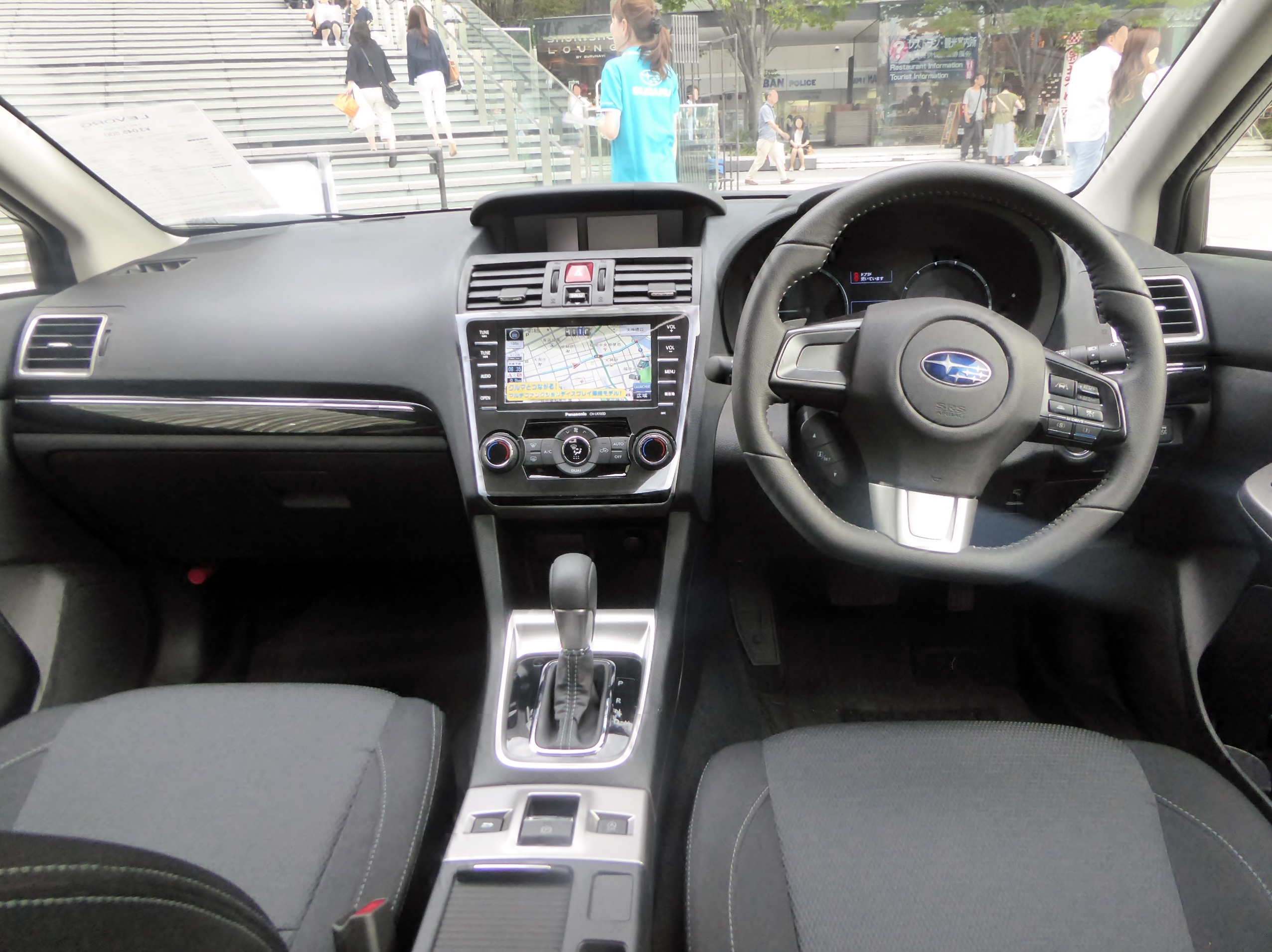

Автомобіль був вперше представлений публіці на Токійському автосалоні в листопаді 2013 року. Замовлення на автомобіль в Японії стали прийматися з січня 2014 року, в продажу він з'явився вже в травні. В ході кампанії попередніх продажів, до офіційного запуску продажів, Subaru було отримано близько 11 000 замовлень протягом трьох місяців. У червні 2014 року в Японії стартував продаж нового універсала Subaru Levorg, який замінив Subaru Legacy Touring Wagon в лінійці бренду. З 2015 року автомобіль продається на європейському ринку, після прем'єри на Женевському автосалоні.
Назва Levorg утворено з комбінації 3 слів: LEgacy, reVOlution, touRinG. Автомобіль створений на загальній платформі з моделями Subaru Impreza і Legacy.
На внутрішньому японському ринку Levorg доступний з двома опозитними бензиновими моторами з системами DOHC і СНВТ, турбонаддувом, інтеркулером. Двигун FB16 об'ємом 1,6 літрів видає потужність 170 к.с. (125 кВт), крутний момент 250 Нм. 2,0 л FA20 видає 296 к.с. (218 кВт) потужності і 400 Нм крутного моменту. Обидва двигуни встановлюється з безступінчатим трансмісією Lineartronic CVT.

### Двигуни
- 1.6 L FB16 H4 turbo
- 2.0 L FA20 H4 turbo
- 2.0 L FB20 H4

## Друге покоління (з 2020)

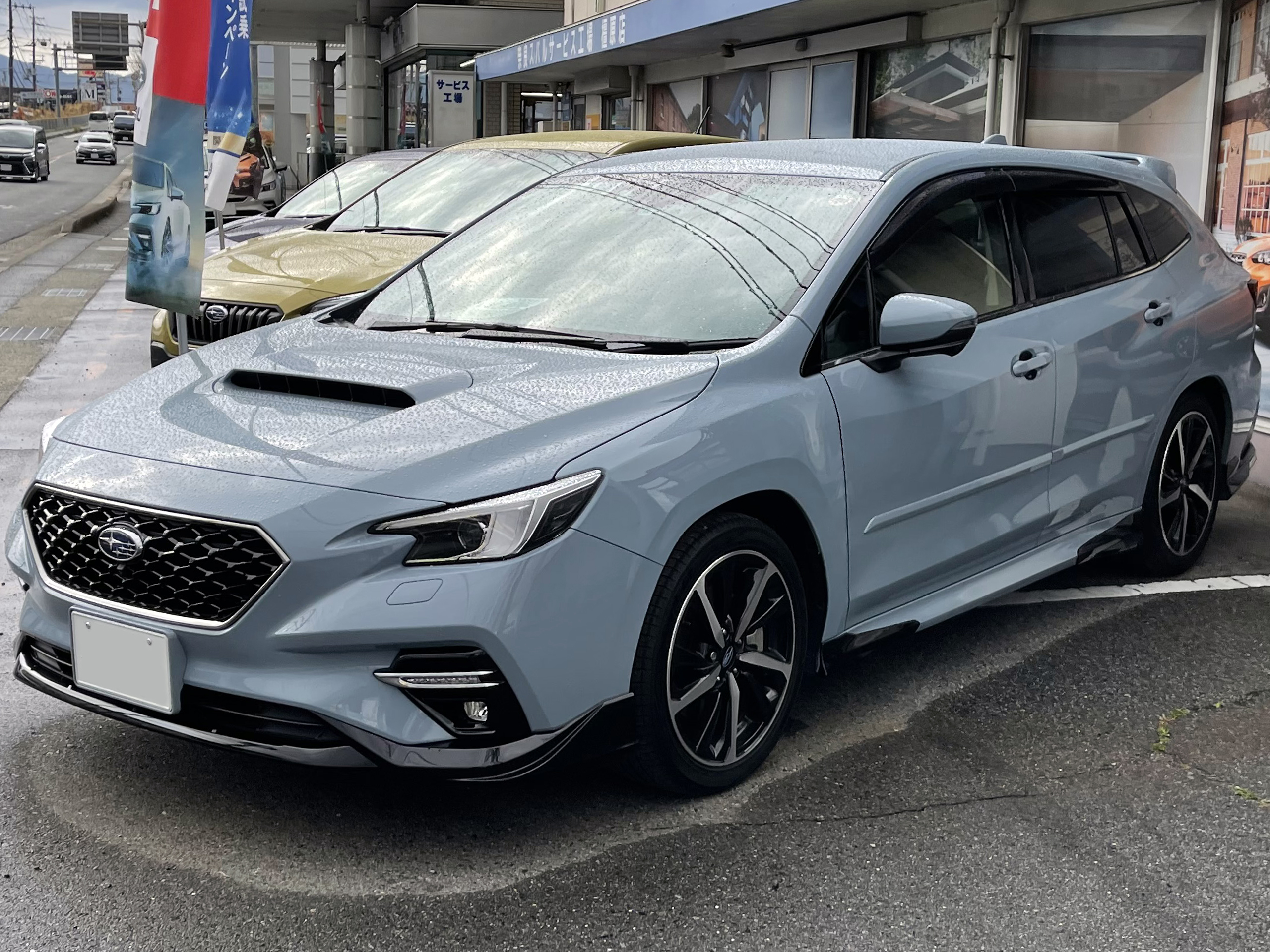
Subaru Levorg ІІ

Опублікована як прототип на автосалоні в Токіо 23 жовтня 2019 року, модель другого покоління перейде на глобальну платформу Subaru, з новим двигуном 1,8 л. Як і в попередньому поколінні, ця модель не продаватиметься в Північній Америці, але надійде у продаж в Японії у другому кварталі 2020 року.

### Двигуни
- 1.8 L FA18 H4 turbo